# Abbaye de Selsey

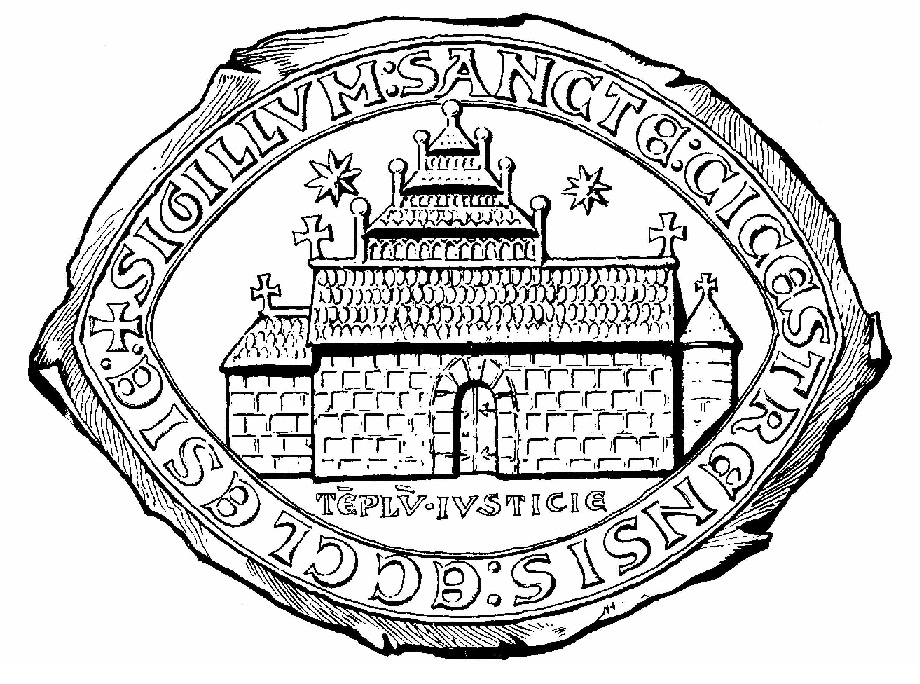
Ce sceau de la cathédrale de Chichester du XIIIe siècle est une copie d'un sceau anglo-saxon plus ancien représentant peut-être l'abbaye de Selsey.

L'abbaye de Selsey est un ancien monastère situé à Selsey, dans le Sussex. Fondée par Wilfrid dans les années 680, elle est le siège des évêques de Selsey jusqu'à leur transfert à Chichester, vers 1075. Son emplacement exact est incertain, mais elle correspond vraisemblablement à la chapelle Saint-Wilfrid de Church Norton (en).